# Majestad

El concepto de majestad de Su Majestad Cristianísima Luis XIV de Francia y Navarra se resume en la frase L'État, c'est moi (El Estado soy Yo).

Majestad (del latín maiestas, -ātis; ‘grandeza’) es un título o tratamiento que se da a emperadores y reyes.

## Etimología
Del latín maiestas, voz derivada de MAIOR, -ŌRIS, de igual manera, comparativo de MAGNUS, "grande". Apareció en el español escrito entre los años 1220 y 1250 (Corominas).Título o tratamiento de respeto dado a Dios, a los reyes y emperadores.
Entre los siglos XVI y XVII, en la lengua española se empleó para designar a la persona investida de cierta autoridad, o encargada de cumplir funciones de juez o magistrado. 
Entre los siglos XVI y XX, "calidad que constituye una cosa grave, sublime y capaz de infundir admiración y respeto".

## Origen
Originalmente, durante la República romana, la palabra maiestas era el término legal para la dignidad del estado, que debía ser respetado sobre y ante todo. Así, apareció en el derecho romano el crimen de læsa maiestatis, el actual delito de lesa majestad, y consistiría en la violación de ese supremo estatus. Diferentes actos como celebrar una fiesta en día de luto público, deslealtad de palabra o acto eran punidos como crímenes contra la majestad de la república. Sin embargo, posteriormente, en la época imperial, paso a definir una ofensa contra la dignidad del emperador. Así incluso acciones indirectas como pagar en un burdel con monedas que mostraran el retrato del emperador podían ser castigadas como actos contra la majestad imperial.

## Aplicado a Dios
Su Divina Majestad es una forma de referirse Dios, particularmente en el cristianismo.
La identificación de Cristo como rey (Cristo Rey, Salvator Mundi, Juicio final, etc.) le hace ser representado como tal en determinados temas del arte cristiano, algunos de los cuales se denominan "Majestad": En el denominado "Cristo en Majestad" (Maiestas Domini en latín) se representa la figura de Cristo en actitud triunfante y bendiciendo; tiene unas características particulares. Los crucifijos denominados "Majestad" son una tipología muy extendida en la escultura románica catalana.

## Tratamiento en las Monarquías Occidentales
Tras la caída del imperio romano, el término Majestad se empezó a usar para describir a un monarca del más alto nivel, de hecho era también utilizado para referirse a Dios. El título fue entonces asumido por monarcas de gran poder, resultando inicialmente propio de los emperadores romano-germánicos y los basileus bizantinos. 
En España el título aparece con el rey-emperador Carlos I, siendo posteriormente asumido por sus sucesores.
En Inglaterra, es Enrique VIII el primer rey en recibir el título de Su Majestad, a imitación del emperador, cuando sus predecesores al frente de la monarquía inglesa había utilizado el título de Su Gracia (His Grace). Finalmente el título quedó fijado en la forma en la que se utiliza en la actualidad en las monarquías europeas.
Los Monarcas de los Principados eran considerados de un nivel inferior al de los monarcas reales, por lo que no tomaban este título sino el de Su Alteza o Su Alteza Serenísima. Con un significado similar, a los príncipes regentes en los estados del Imperio británico no les era dado el título de Majestad, sino el de Su Alteza, tratamiento usado para los hijos (y otros familiares del rey), ya que no eran soberanos por derecho propio.

## Uso en África
En la mayoría de los territorios africanos donde hay un rey/reina o algún tipo de jefe, se utiliza el tratamiento de Majestad, en lugar del de Alteza o de Alteza Real, sin importar que el jefe o rey en cuestión tenga poder soberano sobre un territorio o no, ya que en muchos casos se trata de jefes de tribus.

## Tratamientos particulares
Por diferentes razones, en muchos casos por concesión papal, ciertos monarcas poseen o poseían tratamientos específicos, que les diferenciaban en el tratamiento del resto de soberanos. Así y entre otros ejemplos encontramos:
- Su Majestad Apostólica (Rex Apostholicus): Título concedido por el papa Silvestre II al rey san Esteban I de Hungría y renovado en la emperatriz María Teresa I de Austria como reina de Hungría.

- Su Majestad Cristianísima: (Rex christianissimus, o Roi Très-chrétien) título reconocido por la Iglesia católica al rey de Francia, país al que le concedió el título de Hija primogénita de la Iglesia.

- Su Graciosísima Majestad (His/Her Most Gracious Majesty) o Su Majestad Británica (His/Her Britannic Majesty): Títulos tradicionales del rey de Inglaterra.
  - Defensor de la Fe (Fidei Defensor): Título concedido por el papa León X en 1521 a Enrique VIII de Inglaterra por su Assertio Septem Sacramentorum (Defensa de los siete Sacramentos).

- Su Católica Majestad (Catholicus Rex): En 1496 el papa Alejandro VI por la bula Si convenit concedió a los esposos y reyes Isabel I de Castilla y Fernando II de Aragón, así como a sus descendientes, el título de Reyes Católicos. Dicho título de "Majestad Católica" ha sido usado por los monarcas españoles hasta el siglo XX, especialmente en el ámbito de las relaciones internacionales.

- Su Majestad Fidelísima (Rex Fidelissimus): Título concedido en 1744 por el papa Benedicto XIV al rey de Portugal Juan V y sus sucesores.

Estos tratamientos fueron muy utilizados, no tanto en la política interna de los diferentes estados, como en la diplomacia europea durante la Edad Moderna, principalmente en Tratados firmados en nombre o por diferentes príncipes. Como ejemplo a continuación se transcribe un fragmento del Artículo X del Tratado de Utrech por el que se cedía a la Corona británica la ciudad de Gibraltar:

Majestas autem Sua Britannica, rogatu Regis Catholici consentit, convenitque, ut nec Judæis, neque Mauris Facultas concedatur in dicta Urbe Gibraltarica sub quocumque prætextu commorandi, aut Domicilia habendi; utque nullum Perfugium, neque receptaculum pateat Maurorum Navibus bellicis quibuscumque in Portu dictæ Urbis quo Communicatio ab Hispania ad Septam Civitatem impediatur, aut oræ Tractatus, et Commerciorum Libertas ac Frequentia intercedant inter Britannos, Ditionesque quasdam in ora Africana sitas, intelligendum Semper est, quod Mauris, orumque Navigiis Mercaturæ solum exercendæ gratia Introitus in Portum Gibraltaricum a Subditis Britannicis denegari nequit

Cuya traducción sería:

Y Su Majestad Británica, a instancia del Rey Católico consiente y conviene en que no se permita por motivo alguno que judíos ni moros habiten ni tengan domicilio en la dicha ciudad de Gibraltar, ni se dé entrada ni acogida a las naves de guerra moras en el puerto de aquella Ciudad, con lo que se puede cortar la comunicación de España a Ceuta o ser infestadas las costas españolas por el corso de los moros. Y como hay tratados de amistad, libertad y frecuencia de comercio entre los ingleses y algunas regiones de la costa de África, ha de entenderse siempre que no se puede negar la entrada en el puerto de Gibraltar a los moros y sus naves que sólo vienen a comerciar

## Otros usos de la palabra "majestad"
- Delito de lesa majestad, el que se comete en contra de la persona real, su sucesor o los regentes.
- Estar con la Majestad empolvada, expresión usada en Perú para referirse a una persona de mal carácter.
- Gente de Su Majestad, los galeotes o presidiarios.